# Crinum brevilobatum
Crinum brevilobatum är en amaryllisväxtart som beskrevs av Mccue. Crinum brevilobatum ingår i släktet Crinum, och familjen amaryllisväxter. Inga underarter finns listade i Catalogue of Life.